# Join the Q
Join the Q – debiutancki album brytyjskiej grupy muzycznej The Qemists. Został wydany 2 lutego 2009 roku i zdobył w większości pozytywne oceny od recenzentów.

## Lista utworów
1. "Stompbox" – 4:29
2. "Lost Weekend" (feat. Mike Patton) – 4:35
3. "On the Run" (feat. Jenna G) – 5:15
4. "Dem Na Like Me" (feat. Wiley) – 4:37
5. "S.W.A.G." (Intro) – 2:11
6. "S.W.A.G." (feat. Devlin Love) – 4:49
7. "Drop Audio" (feat. MC ID) – 5:00
8. "When Ur Lonely" – 6:02
9. "Soundface" (feat. Beardyman) – 1:35
10. "Got One Life" (feat. MC Navigator) – 4:05
11. "The Perfect High" – 5:21

Wydanie japońskie:
1. "Lost Weekend" (The Qemists Got Your Money Remix) (feat. Mike Patton)
2. "Play with Fire" (feat. Jenna G)

CD2 – Album & Instrumentals:
1. "Lost Weekend" (Instrumental) – 4:38
2. "On the Run" (Instrumental) – 5:50
3. "Dem Na Like Me" (Instrumental) – 4:46
4. "S.W.A.G." (Intro) (Instrumental) – 2:13
5. "S.W.A.G." (Instrumental) – 4:58
6. "Drop Audio" (Instrumental) – 6:13
7. "When Ur Lonely" (Instrumental) – 6:19
8. "Stompbox" (Spor Remix) – 5:47
9. "Dem Na Like Me" (VIP Remix) (feat. Wiley) – 5:13
10. "Lost Weekend" (The Qemists Got Your Money Remix) (feat. Mike Patton) – 5:17
11. "Dem Na Like Me" (Elektrons Remix) (feat. Wiley) – 3:34
12. "Lost Weekend" (Hot Pink Delorean Remix) (feat. Mike Patton) – 6:12
13. "Everything is Under Control" (Coldcut) (The Qemists Remix) (feat. Jon Spencer & Mike Ladd) – 5:32
14. "Atomic Moog" (Coldcut) (The Qemists Remix) – 6:07